# Identifikacija prijatelj ali sovražnik
Identifikacija prijatelj ali sovražnik - IFF  (angleško identification friend or foe) je sistem namenjen identificiranju letal, ladij ali vozil. Uporablja se v civilnem in vojaškem svetu. V vojaškem svetu se uporablja za razločitev med prijateljskimi in sovražnikovimi silami - tako, da ne bi po pomoti prišlo do streljanja na prijateljske sile.